# Ábrahám Mariann
Ábrahám Mariann (Hódmezővásárhely, 1933. július 14. – 2023. január 31.) magyar zongoraművész és -tanár.

## Pályafutása
Zongoraművész-tanári diplomáját 1961-ben a Liszt Ferenc Zeneművészeti Főiskolán zongoraművész-tanári szakán Kadosa Pál növendékeként nyerte el. 1963/64-ben hosszabb időt töltött Drezdában prof. Amadeus Webersinke irányítása alatt. Az 1971/72-es tanévben a Moszkvai Csajkovszkij Konzervatóriumban posztgraduális képzés keretében ösztöndíjjal prof. Jakov Zak irányításával képezte magát tovább. Külföldről hazatérve az Országos Filharmónia sokat foglalkoztatott előadóművésze, koncertező szólista és kamaraművész. Számos hanglemezt készített előadóművészként és szerkesztőként is. Nevéhez sok kortárs zenemű ősbemutatója fűződik.
1961-től 2011-ig a Bartók Béla Zeneművészeti Szakközépiskola zongoratanára, és évtizedeken át a Liszt Ferenc Zeneművészeti Egyetem hallgatóinak gyakorlati tanítás vezetője.
1989. szeptemberétől decemberéig a Fulbright-program ösztöndíjasaként a chicagoi Joseph Regenstein Library-ban kutatott, az itt gyűjtött anyag lett a Varró Margit életművét feldolgozó könyv alapja. Tanárként nemzetközi konferenciákon való előadásaival vált ismertté. 2003-ban a Liszt Ferenc Zeneművészeti Egyetemen nyerte el doktori fokozatát (DLA – zenei előadóművészet – summa cum laude). Számos hazai és nemzetközi verseny zsűritagja, elnöke. Országos és külföldi továbbképzések vezetője. Mesterkurzusokat tartott Magyarországon, az USA és Japán több egyetemén, és számos további országban.

## Szakmai közéleti tevékenység
1985-től a Zenetanárok Társasága (ZETA) választmányi tagja, 1998-tól a zongoratagozat vezetője; 1986-tól a Parlando c. zenepedagógiai folyóirat szerkesztő bizottságának tagja. A Varró Margit Alapítvány alapítója (1992), amelynek célkitűzése az alapfokon tanító zenetanárok kiemelkedő munkájának jutalmazása és a XX. sz-i magyar zene népszerűsítése. 1996-tól az Európai Zongoratanárok Szövetsége (EPTA) magyar szekciójának elnöke. Évenkénti hazai és nemzetközi konferenciák szervezője.
Kiemelkedő a szervezésével megvalósult és szerkesztésében megjelent Magyar zene a zongoratanításban 1900-2000 című négyórás video-antológia (1995), amely 1996-ban elnyerte az UNESCO World Decade for Cultural Development díját.

## Publikációk

### Könyvek
- Ábrahám Mariann. Varró Margit: Der lebendige Klavierunttericht (1989, fordítás)
- Ábrahám Mariann. Varró Margit és a XXI. század: Tanulmányok, visszaemlékezések (2000, szerkesztés)
- Ábrahám Mariann. Két világrész tanára  Varró Margit (1991)
- Ábrahám Mariann. Varró Margit és a XXI. század (2000)
- Ábrahám Mariann. Varró Margit és személyének korszakalkotó jelentősége (2017)

### Cikkek és könyvfejezetek (válogatás)
- Aki helyett a zene beszél. Soproni József 75. születésnapjára. Muzsika, 2005. október
- Magyarok a nagyvilágban. Egy Varró Margit-tanítvány: Rév Lívia. Muzsika, 1990. május
- Liszt Technical Studies – Seeking Ways and Means (1986)
- Liszt: Path-seeking Thoughts on the Technical Studies During Practice Elpis Liossatos-szal és Phillip Wilcher-rel közösen
- A XXI. század nevelője: Varró Margit (1881–1978), é.n.
- Miért kiváló? Parlando, 1979/12.
- Hatvanöt év tapasztalatainak összefoglalása. Máthé Klára: Felkészítés a zenei pályára, Parlando, 1985/11.
- Ami a metodika mögött van, Parlando, 1980/12.
- Miért is volt Ő kiváló?, Parlando 1995/5-6.
- Varró Margit nyomában (1-4.) Parlando, 1988/3., 1988/10-11., 1989/3., 1990/12.
- Betekintés Soproni József alkotóműhelyébe, Parlando, 1984/8-9.
- Johann Sebastian Bachról – Ahogy kortársai látták. Szerkesztette és összeállította: Ábrahám Mariann. I-II. rész. Parlando, 1985/8-9.
- Lépésről – lépésre…. Zongorára, 4 kézre. Sári József új négykezes zongoradarab-sorozatáról beszélget a szerzővel Ábrahám Mariann. Parlando, 1985/8-9.
- 60 éves magyar zeneszerzők köszöntése: Balassa Sándor, Papp Lajos, Sári József. Beszélgetés Balassa Sándor zeneszerzővel a zenetanítás jelenéről és jövőjéről. Parlando, 1994/1.
- Jan Dostal: A gyengébb képességű gyermekek kezdőtanításáról. Közreadta és fordította: Ábrahám Mariann. Parlando, 1986/4.
- Cziffra György mesterkurzusa a keszthelyi Festetics kastélyban, Parlando, 1986/10-11.
- Liszt és a zongorapedagógia. Bertrand Ott könyvének bemutatása, Parlando, 1986/10-11.
- Köszöntő helyett... Soproni József Jegyzetlapok c. sorozatáról (1. füzet), Parlando, 1990/4-5-6.
- Zeneiskolai híradó – Japánból (”...én többet adtam nekik – szívet!”), Parlando, 1991/2.
- Ghiribizzi. Sári József hét könnyű zongoradarabja. Parlando, 1994/1.
- további írások az Összefoglalás c. kiadványban, megjelent: Örökségünk Kiadó, 2009, valamint rendszeresen a Parlando zenepedagógiai folyóiratban (2021)

## Kitüntetései
- Magyar Művészeti Akadémia díja, 2017
- Artisjus-díj, 2007
- Artisjus-díj, 2005
- Nemzetközi Zenetanári Fórum – Diploma, 2003, (Moszkva, Csajkovszkij Konzervatórium)
- Artisjus-díj, 2003
- Apáczai Csere János-díj, 1999 (Oktatási Minisztérium)
- World Decade for Cultural Development – embléma, 1996, UNESCO
- Artisjus-díj, 1999
- Weiner Leó-díj, 1993 (Magyar Alkotóművészek Zenei Szakosztály díja)
- az Árpád Akadémia díjai: aranyérem, ezüst érem – írói és szerkesztői munkáért, Cleveland, 1992
- Artisjus-díj, 1987
- Kiváló tanár, 1984
- Kiváló tanár, 1976

## Egyesületi tagságai
- Magyar Sibelius Társaság
- International Biographical Centre Research Council
- Árpád Akadémia, Cleveland
- EPTA – A Zongoratanárok Nemzetközi Egyesülete
- ZETA – Zenetanárok Társasága